# Karl Heinrich Seibt

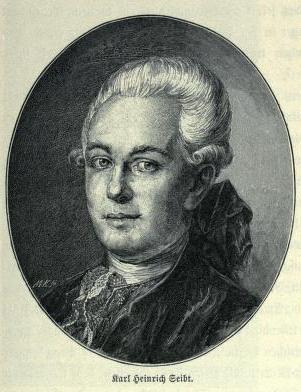
Karl Heinrich Seibt

Karl Heinrich Ritter von Seibt (* 21. März 1735 in Mariental (Oberlausitz); † 2. April 1806 in Prag) war ein deutscher Pädagoge und katholischer Theologe in Böhmen.

## Leben
Seibt war der Sohn eines Klostersekretärs und späteren Domstiftssekretärs in Bautzen. Seine erste Ausbildung erhielt er im Kloster Marienthal und setzte sie von 1745 bis 1750 bei den Piaristen im böhmischen Kosmanos fort. Er absolvierte philosophische und ästhetische Studien ab 1751 an der Universität Prag und 1756 an der Universität Leipzig, wo er durch Christian Fürchtegott Gellert und Johann Christoph Gottsched geprägt wurde. Der damalige Siebenjährige Krieg veranlasste ihn nach Prag zurückzukehren, wo er kostenlose Vorlesungen am Wendischen Seminar hielt.
1763 wurde er von Maria Theresia im Zuge ihrer aufklärerischen Bildungsreform zum ersten außerordentlichen Professor der schönen Wissenschaften und der Ethik in Prag berufen. Nach Aufhebung des Jesuitenordens 1775 wurde er Direktor der Philosophischen Fakultät der Karls-Universität Prag und Direktor der drei Prager Gymnasien. 1784 wurde er Rektor der Alma Mater und stieg 1785 zum ordentlichen Professor der Theologie und Philosophie auf. 1794 wurde er wegen seiner Verdienste um das Erziehungswesen in den Ritterstand erhoben und war im selben Jahr Dekan der philosophischen Fakultät. 1801 den Ruhestand versetzt, verstarb er an seinem letzten Wirkungsort.
Grimm zählt Seibt zu den bedeutendsten und einflussreichsten Denkern in der Habsburgermonarchie im Zeitalter des aufgeklärten Absolutismus. Er lehrte erstmals nicht auf latein, sondern deutsch und belebte den Wissenschafts- und Kulturbetrieb in Prag. So schreibt sein Zeitgenosse Franz Martin Pelzel: „Es vergingen kaum ein paar Jahre, so waren die vortrefflichen Schriften der deutschen schönen Geister in Jedermanns Händen“. Er übte starken Einfluss auf die nachfolgende Generation von Wissenschaftlern in Böhmen, darunter zum Beispiel Josef Dobrovský, aus.

## Werke
- Von dem Einfluß der schönen Wissenschaften auf die Ausbildung des Verstandes; eine Rede. Prag 1764
- Trauerrede, dem höchstseligen Hintritt Franz I., Römischen Kaisers geweiht. Wien 1765
- Von dem Nutzen der Moral in der Beredsamkeit. Prag 1767
- Schreiben an den unbekannten Uebersetzer der Abhandlungen von Tugenden und Belohnungen. Prag 1769
- Vom Unterschied des Zierlichen im Hof- und Curialstyl. Prag 1769
- Academische Vorübungen aus seinen gehaltenen Vorlesungen über die deutsche Schreibart. Prag 1769
- Academische Reden und Abhandlungen. Prag 1771
- Academische Vorübungen aus den von ihm gehaltenen Vorlesungen über die deutsche Schreibart. Prag 1771
- Rede von dem Einfluß der Erziehung auf die Glückseligkeit des Staats. Prag 1771
- Von den Hülfsmitteln einer guten deutschen Schreibart, eine Rede ammt einigen dahin gehörigen Ausarbeitungen. Prag 1773
- Ueber die Vortheile eines empfindsamen Herzens, eine Rede. Prag 1773
- Gabrieli Montalte, ein Trauerspiel in einem Act. Dresden 1776 (Digitalisat)
- Katholisches Lehr und Gebetbuch. Prag 1779, Bamberg 1780, Salzburg 1780, Salzburg 1783, München 1816 (Digitalisat)
- Neues katholisches Lehr- und Gebetbuch. 2te rechtmäßige durchaus verbesserte und sehr vermehrte Ausgabe. Prag und Dresden 1783, 3. Ausg. Salzburg 1784, Prag 1788 (1787), Salzburg 1790, Prag 1816, Augsburg 1818
- Academische Blumenlese. Prag 1784 (Digitalisat)
- Lehr- und Gebetbuch für die katholische Jugend. Bamberg und Würzburg, 1792, (Digitalisat); 1839, Augsburg, 1839, 4. Aufl., (Digitalisat); Augsburg, 1846, 5. Aufl., (Digitalisat);
- Klugheitslehre, practisch abgehandelt in academischen Vorlesunge. Prag 1799 2. Bde., 2. Aufl. Prag 1815 2. Bde. (Digitalisat Bd. 2), 3. Aufl. Prag 1824 2 Bde. (Digitalisat Bd. 1)